# Tanaobela chrysochlora
Tanaobela chrysochlora är en fjärilsart som beskrevs av Turner 1915. Tanaobela chrysochlora ingår i släktet Tanaobela och familjen Crambidae. Inga underarter finns listade i Catalogue of Life.